# Colmar Stadium
Das Colmar Stadium ist ein Fußballstadion in der Stadt Colmar im Département Haut-Rhin in Frankreich.
Es wurde 2001 eröffnet, bot damals 1.300 Plätze und ist mittlerweile auf 7.000 Zuschauerplätze inklusive 40 Behindertenplätzen ausgebaut.
Neben dem Stadion gibt es noch zwei Naturrasenplätze und einen Kunstrasenplatz.